# Umfairteilen

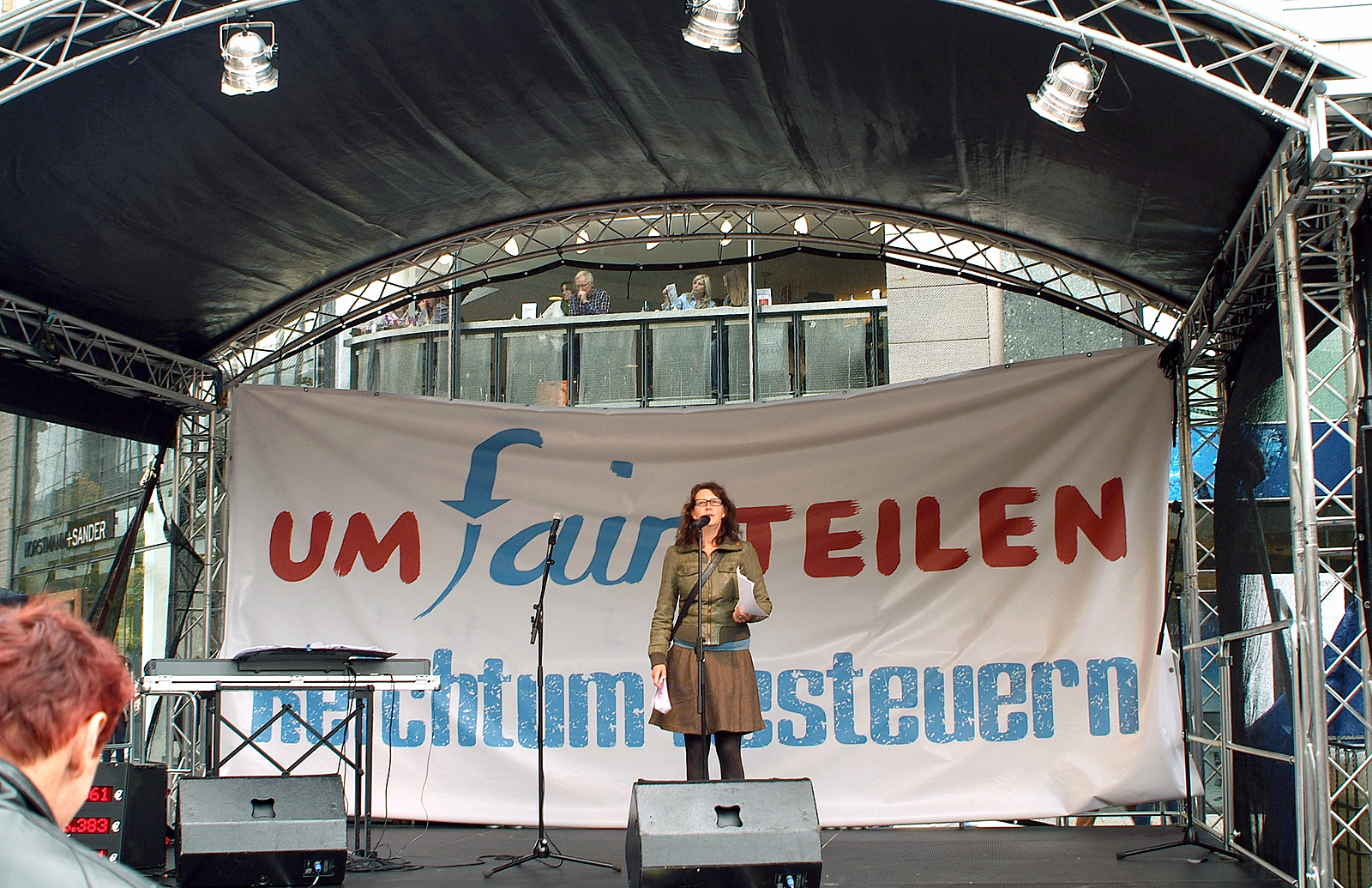
Aktionsbühne von verdi in Hannover, 2012

Umfairteilen war ein 2012 gegründetes Aktionsbündnis aus Gewerkschaften, Sozialverbänden und Nichtregierungsorganisationen in Deutschland, das sich für die sogenannte Reichensteuer einsetzte.

## Organisation
Die zentrale Koordinierungsstelle hatte ihren Sitz bei der Vereinten Dienstleistungsgewerkschaft ver.di in Berlin. Der Trägerkreis hatte 2013 die folgenden Mitglieder:
- Alevitische Gemeinde Deutschland
- Appell für eine Vermögensabgabe
- Arbeiterwohlfahrt

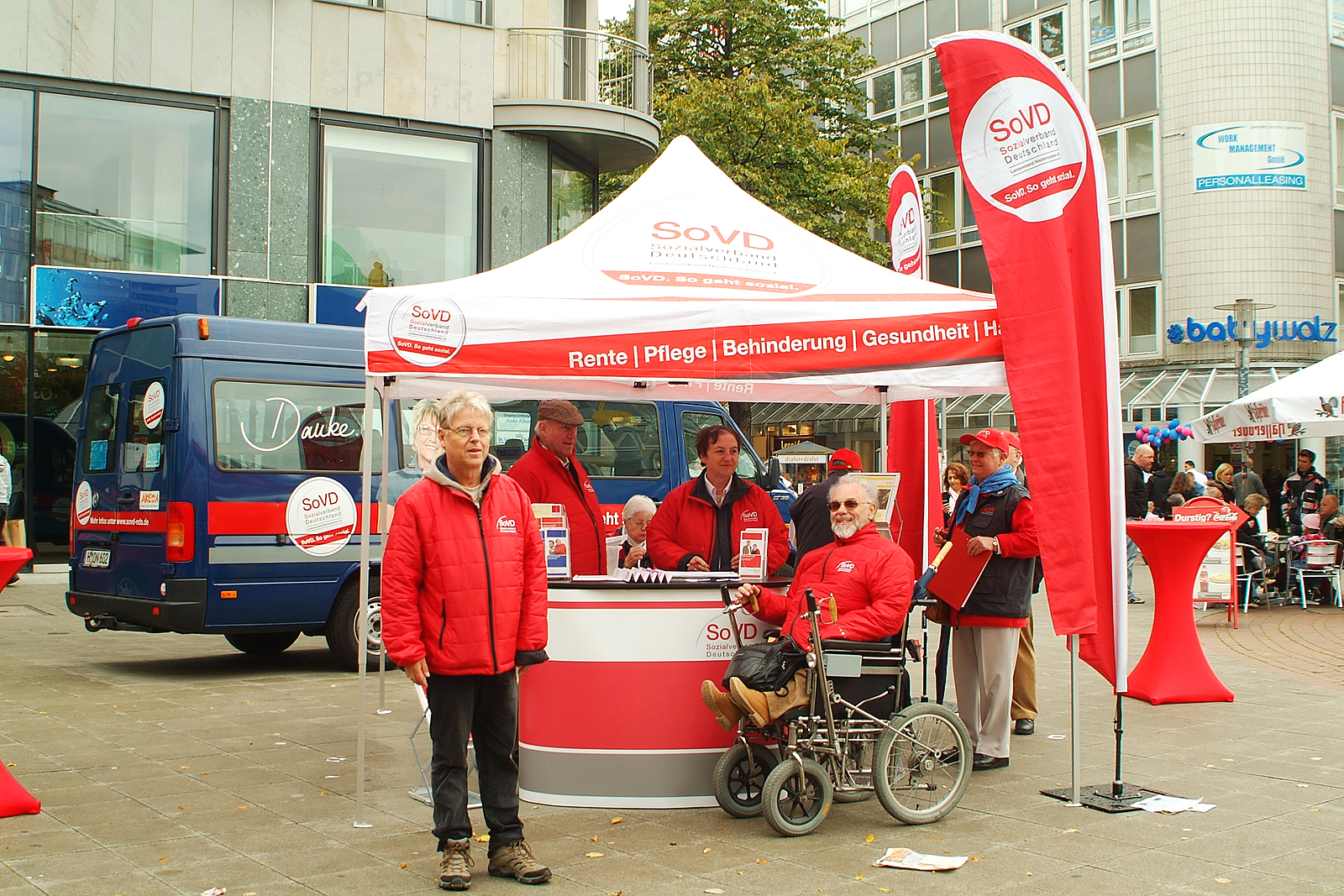
Informationsstand des Sozialverbands Deutschland nahe dem Schillerdenkmal in Hannover

- Arbeitsgruppe Alternative Wirtschaftspolitik
- attac
- Bundesverband der Migrantinnen in Deutschland
- DGB-Jugend
- Föderation Demokratischer Arbeitervereine (DIDF)
- freier Zusammenschluss von StudentInnenschaften (fzs)
- Gewerkschaft Erziehung und Wissenschaft GEW
- Gewerkschaft Nahrung-Genuss-Gaststätten NGG
- Kairos Europa
- Katholische Arbeitnehmer-Bewegung
- Koordinierungsstelle gewerkschaftlicher Arbeitslosengruppen
- medico international
- Naturfreunde Deutschlands
- SJD - Die Falken
- Sozialverband Deutschland SoVD
- Sozialverband VdK
- Vereinte Dienstleistungsgewerkschaft ver.di
- Vermögensteuer jetzt!
- Volkssolidarität

## Geschichte und Aktionen
Am 29. September 2012 gab es einen bundesweiten Aktionstag unter dem Motto „UMfairTEILEN - Reichtum besteuern“, an dem rund 40.000 Menschen in 40 Städten demonstrierten. Im Frühjahr 2014 wurden 20.000 Exemplare der Zeitung „BALD Umfairteilen“ in über 100 Städten verteilt.
Ralf Krämer von verdi erklärte Ende 2014, dass Umfairteilen nicht die gewünschte Durchschlagkraft erreicht habe, die man sich erwünscht hatte. Zwar seien die öffentlichen Diskussionen durchaus als Erfolg anzusehen, aber politisch konnten keine Mehrheiten für das Vorhaben gewonnen werden. Dem Aktionsbündnis habe eine Gegenkampagne zu schaffen gemacht. Anders als von Arbeitgebern finanzierte Lobbygruppen wie die Initiative Neue Soziale Marktwirtschaft, die einer Reichensteuer ablehnend gegenüberstehen, habe Umfairteilen nicht die gleichen finanziellen und personellen Mittel zur Verfügung gestanden.